# Лучников, Светослав
Светослав Денчев Лучников (3 февраля 1922, Русе — 27 октября 2002) — болгарский юрист, политический деятель.

## Юрист и экономист
Остался сиротой в 9-летнем возрасте. Окончил гимназию и юридический факультет Софийского университета, где в 1947—1949 был ассистентом, преподавал цивилистику. Автор научных работ в области гражданского и торгового права. Придерживался антифашистских взглядов, участвовал в деятельности Рабочего молодёжного союза, но отказался вступать в Болгарскую коммунистическую партию из-за насилия, проявлявшегося в её деятельности. Вошёл в состав группы университетских преподавателей, обратившихся к властям с призывом спасти жизнь Крыстё Пастухова, пожилого политического деятеля, содержавшегося в тюрьме. Пастухов так и скончался в заключении (по некоторым данным, был убит под приказу руководителей МВД), а Лучников был уволен из университета из-за «политической непригодности». Ему было запрещено заниматься адвокатской практикой, в связи с чем он был вынужден сменить сферу деятельности.
В 1949—1982 годах работал на различных бухгалтерских и экономических должностях, достиг поста заместителя директора института, занимавшегося внедрением рационализаторских предложений.

## Политик
После начала процесса демократизации в Болгарии в 1989 занялся общественно-политической деятельностью. Был одним из основателей Союза демократических сил (от СДС). С 1991 — депутат 36-го Народного собрания от СДС.
В 1991—1992 — министр юстиции и заместитель премьер-министра в правительстве Филипа Димитрова. Совместно с министрами Иваном Костовым (будущим премьер-министром) и Йорданом Соколовым входил в ближайшее окружение премьера Димитрова (эту группу неофициально называли «Кинжалы»). Придерживался жёстких антикоммунистических позиций, исключавших возможность сотрудничества с Болгарской социалистической партией (бывшими социалистами). Критики считали такую позицию негибкой и полагали, что она стала одной из причин быстрой отставки правительства Димитрова. Сторонники Лучникова, в свою очередь, уважали его принципиальность, считали этого политика «совестью» СДС. Сторонник либеральных взглядов, политической и экономической свободы. Полагал, что «интеллектуал — это жрец свободы. Или он не интеллектуал».
Автор закона о реституции (возврате национализированной собственности её бывшим владельцам и их потомкам), который получил неофициальное название «закон Лучникова». В 1992—1994 занимался адвокатской практикой. 11 января 1993 был избран председателем Национального клуба за демократию, оставался им до конца жизни (в 2004 клубу было присвоено его имя).
В 1994—2002 был последовательно депутатом в 37-м, 38-м, 39-м Народном собрании от СДС. В 38-м Народном собрании (1997—2001), в котором большинство принадлежало СДС, являлся председателем комиссии по правовым вопросам и законодательству против коррупции. В 1999 создал национальное движение «Путь Болгарии», которое поддерживало СДС, но при этом должно было привлечь в свои ряды демократически настроенных граждан, не готовых вступить в партию. В последний период жизни выступал за сотрудничество СДС с Симеоном Сакскобургготским, за изменение законодательства с тем, чтобы позволить бывшему царю принять участие в президентских выборах. Считал возможной коалицию СДС с партией Национальное движение «Симеон Второй».
Был женат, имел ребёнка. Знал русский и французский языки. Эссеист, публицист, автор книг Търсен предел (2000), Пламък за свещите.
В 2007 в Софии на доме, где жил Лучников, была открыта памятная доска.